# 王汝勤

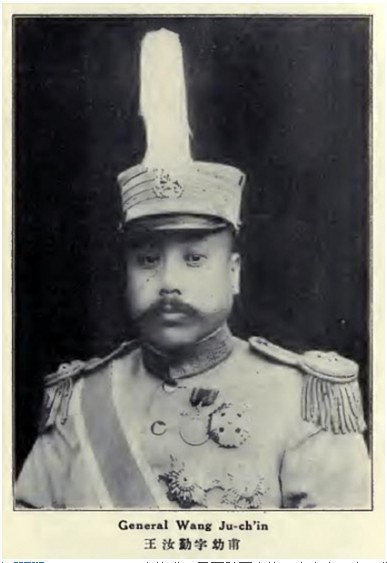

王汝勤（1877年—1939年2月）字幼甫，直隶省密云县（今属北京市）人，清朝新建陸軍將領王汝贤之弟。中华民国军事将领。

## 生平
1904年，王汝勤被选派赴日本留学，入陆军士官学校中國留學生班第三期炮兵科。畢業回國后，在新軍中任教练官、营管带、兵备处提调、帮统等职。
1912年，任总统府高等侍卫武官、代理拱卫军前路统领。1912年11月26日，获授陆军少将。1913年11月13日，任陆军第一混成旅旅长。同年12月31日，获授陆军中将。1914年1月26日，任河南都督府参谋长。1914年10月，任陆军模范团炮兵教练官。1915年3月18日，轉任其兄王汝賢指揮的陆军第八师步兵第十五旅旅长。同年12月23日，特予二等輕車都尉。1919年9月26日，替代其兄長王汝賢升任陆军第八师师长。1921年11月7日，获将军府勤威將軍。
1922年2月4日，任荆州鎮守使。1923年7月20日，任長江上游總司令。1924年7月25日，获授陆军上将。第二次直奉戰爭後，打敗直系軍閥主政北京的奉系軍閥與國民軍曾試圖慫恿湖北的直系軍閥將領囚禁吳佩孚，瓦解直系在湖北的統治，其中收買的主要人物之一就包括王汝勤，這個叛變計劃最終未啟動，但是王汝勤與北京政府的交涉被曝光，也使他對直系的忠誠度受到質疑，連帶的其指揮權威開始受到影響。1925年1月16日，被吴佩孚任命兼任湖北軍務善後事宜幫辦。1925年5月19日，王汝勤懇請辭職長江上游總司令。同時，在吳佩孚的操作下，由戰功資深的第八師第十六旅旅長劉玉春發起反對王汝勤擔任師長的譁變，王汝勤無力控制局勢之下在6月30日遭到免職，其師長職務也由劉玉春接任。
遭到部下抵制的王汝勤在失去指揮官職務後，王汝勤離開部隊，寓居天津，参加居士林的活动。
1939年2月，王汝勤因病逝世。